# Piazza del Gesù (Rome)
La Piazza del Gesù (littéralement Place du Jésus) est une place de Rome, qui tire son nom de l'église du Gesù de l'ordre des Jésuites.
La place est surtout connue grâce au Palais Cenci-Bolognetti qui jusqu'en 1994 était le siège de la Démocratie chrétienne et depuis 1910 au numéro 47 le siège de l'organisation maçonnique Serenissima Gran Loggia d'Italia degli Alam.